# 武並村
武並村（たけなみむら）は、かつて岐阜県恵那郡にあった村である。
村名は武並神社に由来する。
中山道沿いの村であり、北端は木曽川に接する。

## 大字・字
- 大字: 竹折
- 大字:落瀬、金山、北田、早曾洞、折坂、大圓坊、上新田、下新田、五反畑、血取、美濃、岩畑、仲島、沼沖、大塚、島田、亂橋、四つ谷、女夫岩、神の木、岩本、石佛、松葉、山下、小平、川原田、西川原田、藤の木、松島、郷蔵平、上野、森前、神子作、槇平、一丁田、洞、原、國集、藤川、向流、竹の下、殿外内、土橋、若宮、毘沙門、梅の木、月澤
- 大字: 藤
- 字:深萱、紅坂、下田尻、中田尻、上田尻、的場、若林、せせらせ、はんの木、廣久手、飛石、萩久保、坂、むけち、赤坂、山足、三つ石、御堂前、小僧屋敷、澤尻、桑畑、江口、細久手、笹原、針原、神田、向畑、笹尾、天神前、矢竹、中垣外、石田、はんざけ、戦場坂、紺屋洞、鳥居前、白垣外、八幡、奥屋、黒本下、森下、洞、廣畑、田島、田畑前、土井外、西ケ洞、相戸、あさみ田、山本

## 歴史
- 平安時代末期から戦国時代末期まで、美濃国恵那郡遠山荘の一部。岩村城を本拠地とする地頭遠山氏の領地。
- 室町時代の応仁の乱の時、信濃松尾城主の小笠原家長と木曽の豪族木曾家豊が恵那郡に侵入。文明5年（1473年）から天文元年（1532年）の数十年間小笠原氏が大井城を拠点として恵那郡中部を支配。しかし天文2年（1533年）以降になると小笠原氏は家中の内紛により勢力が弱まり、遠山氏が恵那郡中部を奪還。
- 戦国時代末期武田氏が恵那郡に侵入し遠山氏の本拠地岩村城を占領し恵那郡を支配したが織田信長が武田軍を攻撃し恵那郡から追放。
- 江戸時代は岩村藩領。
- 1889年（明治22年）7月1日、町村制の施行により、恵那郡竹折村が単独で村制施行し、竹折村が発足[3]。
- 1897年（明治30年）4月1日 - 藤村と合併し、竹折村が存続[3]。
- 1902年（明治35年）5月24日 - 武並村に改称する[1]。(村名の由来は、武並神社が旧竹折村[4]と旧藤村[5]の両方にあったためである。)
- 1954年（昭和29年）4月1日 - 恵那郡大井町、長島町、東野村、三郷村、笠置村、中野方村、飯地村と合併し恵那市となる。

## 交通機関
- 国鉄中央本線
  - 武並駅

## 教育
- 武並村立藤小学校（1968年に竹折小学校と統合。現・恵那市立武並小学校）
- 武並村立竹折小学校（1968年に藤小学校と統合。現・恵那市立武並小学校）
- 武並村立武並中学校（統合により廃校。現・恵那市立恵那西中学校）

## 神社・仏閣
- 武並神社
  - 旧竹折村の武並神社[6]で、武並村（竹折村(新)が改称）の由来となった。現在の恵那市内には武並神社と呼ばれる同名の神社が12社あり、当社はその１つ。通称で竹折武並神社と呼ばれ他と区別されている。
- 瑞現寺

## 観光
- 藤村高札場跡
- 庚申塔